# Nowe Siołkowice
Nowe Siołkowice (dodatkowa nazwa w j. niem. Neu Schalkowitz) – wieś w Polsce położona w województwie opolskim, w powiecie opolskim, w gminie Popielów.
W latach 1975–1998 miejscowość administracyjnie należała do ówczesnego województwa opolskiego.
W 1936 roku niemiecka nazwa została zmieniona z Neu Schalkowitz na Neu Schalkendorf.